# 龍光院 (江東区)
龍光院（りゅうこういん）は、東京都江東区にある浄土宗の寺院。

## 歴史
1611年（慶長16年）に開山された。近くの雲光院の塔頭として創建されたもので、当時は「龍光院」という一つの塔頭ではなく、「法龍院」「清光院」「清心院」の三つの塔頭であった。
元々は、雲光院とともに現在の日本橋馬喰町にあったが、火事等で度々移転を繰り返し、1682年（天和2年）に現在地に移転した。
その後、1734年（享保19年）に法龍院と清光院が合併して「龍光院」に改称、1788年（天明8年）に清心院を吸収合併した。
現在は深川七福神の毘沙門天を祀る寺として、多くの参詣者が訪れている。

## 文化財
- 石造五輪塔貞享3年在銘（江東区登録文化財 1996年3月22日登録）[3]

## 交通アクセス
- 清澄白河駅より徒歩6分。